# Changchi
Changchi (kinesiska: 长赤) är en ort i Kina. Den ligger i provinsen Sichuan, i den sydvästra delen av landet, omkring 300 kilometer nordost om provinshuvudstaden Chengdu. Changchi ligger 732 meter över havet och antalet invånare är 34 942. Befolkningen består av 17 137 kvinnor och 17 805 män. Barn under 15 år utgör 24,0 %, vuxna 15-64 år 66 %, och äldre över 65 år 8,0 %.
Runt Changchi är det ganska tätbefolkat, med 172 invånare per kvadratkilometer. Närmaste större samhälle är Hongsicun, 5,2 km norr om Changchi. I omgivningarna runt Changchi växer i huvudsak blandskog.
Genomsnittlig årsnederbörd är 1 375 millimeter. Den regnigaste månaden är juli, med i genomsnitt 309 mm nederbörd, och den torraste är december, med 3 mm nederbörd.